# 未完成 (はしだのりひことシューベルツのアルバム)
『未完成』（みかんせい）は、はしだのりひことシューベルツが1969年6月10日に東芝EMIより発売した1stアルバム。

## 解説
メンバーの井上博が在籍していた時代の唯一のアルバム。
井上が死去した翌年の1971年に再発された規格品番：ETP-8081で、初めてチャートインしている。

## 収録曲

### Side A
1. 風 / Kaze  –  (3:30)
  - 作詞：北山修、作曲：端田宣彦、編曲：青木望
  - ボーカル：端田宣彦、井上博
2. 日本の旅 / A Tour Through Japan  –  (5:55)
  - 作詞：北山修、作曲：端田宣彦、編曲：ありた・あきら
  - ボーカル：端田宣彦、杉田二郎、井上博、越智友嗣
3. まわるメリーゴーランド / Merry-Go-Round  –  (2:55)
  - 作詞：北山修、作曲：端田宣彦、編曲：青木望
  - ボーカル：越智友嗣
4. 夕陽よおやすみ / Yuhi-Yo-Oyasumi  –  (3:21)
  - 作詞：北山修、作曲：杉田二郎、編曲：ありた・あきら
  - ボーカル：端田宣彦、杉田二郎
5. ア・ボーイ・ライクス・ア・ガール / A Boy Likes A Girl  –  (3:13)
  - 作詞：北山修、作曲：越智友嗣、編曲：The Blandy Bucks
  - ボーカル：端田宣彦、杉田二郎、井上博、越智友嗣
6. 海はきらいさ / My Foe The Sea  –  (2:45)
  - 作詞：北山修、作曲：端田宣彦、編曲：ありた・あきら
  - ボーカル：端田宣彦
7. マイ・ハート / My Heart  –  (3:08)
  - 作詞：シューベルツ、作曲：杉田二郎、編曲：ありた・あきら
  - ボーカル：杉田二郎、越智友嗣

### Side B
1. さすらい人の子守唄 / Hobo's Lullaby  –  (3:14)
  - 作詞：北山修、作曲：端田宣彦、編曲：青木望
  - ボーカル：端田宣彦、井上博
2. 花にうもれた恋 / Flowers In The Funeral  –  (3:09)
  - 作詞・作曲：端田宣彦、編曲：青木望
  - ボーカル：杉田二郎、越智友嗣
3. ピンクの戦車 /  A Plastic Tank  –  (2:31)
  - 作詞・作曲：北山修、編曲：青木望
  - ボーカル：端田宣彦、杉田二郎、井上博、越智友嗣
4. 風の天使 / Angel By The Wind  –  (3:38)
  - 作詞：北山修、作曲：井上博、編曲：青木望
  - ボーカル：井上博
5. 娘はどこへ / My Lovely Girl  –  (3:05)
  - 作詞・作曲：端田宣彦、編曲：青木望
  - ボーカル：端田宣彦
6. 何もいわずに / Nanimo-Iwazuni  –  (2:56)
  - 作詞：シューベルツ、作曲：杉田二郎、編曲：ありた・あきら
  - ボーカル：杉田二郎、越智友嗣

## レコーディング・メンバー
- はしだのりひことシューベルツ
  - ボーカル・ギター：端田宣彦
  - ベース：井上博
  - リズム・ギター：越智友嗣
  - 12弦ギター：杉田二郎

## 発売履歴
| 発売日         | レーベル                 | 規格 | 規格品番   | 備考                                                           |
| -------------- | ------------------------ | ---- | ---------- | -------------------------------------------------------------- |
| 1969年6月10日  | 東芝EMI / EXPRESS        | LP   | EP-7717    |                                                                |
| 1971年5月5日   | 東芝EMI / EXPRESS        | LP   | ETP-8081   |                                                                |
| 1983年7月21日  | 東芝EMI / EXPRESS        | LP   | ETP-40167  |                                                                |
| 1990年9月19日  | 東芝EMI / EXPRESS        | CD   | TOCT-5833  |                                                                |
| 1993年4月7日   | 東芝EMI / EXPRESS        | CD   | TOCT-6987  |                                                                |
| 1998年3月18日  | 東芝EMI / EXPRESS        | CD   | TOCT-10126 |                                                                |
| 2003年6月27日  | 東芝EMI / EXPRESS        | CD   | TOCT-25110 | デジタルリマスター、紙ジャケット仕様。                         |
| 2005年3月30日  | 東芝EMI / EXPRESS        | CD   | TOCT-16007 |                                                                |
| 2006年9月29日  | 東芝EMI / EXPRESS        | CD   | TOCT-25110 | 紙ジャケット仕様。                                             |
| 2016年11月30日 | ユニバーサルミュージック | CD   | UPCY-7198  | 「何もいわずに」（シングル・バージョン）がボーナス・トラック。 |